# 白鳥町立北濃小学校第一分校
白鳥町立北濃小学校第一分校（しろとりちょうりつ　ほくのうしょうがっこう　だいいちぶんこう）は、かつて岐阜県郡上郡白鳥町（現・郡上市）に存在した公立小学校の分校。

## 概要
- 北濃小学校の分校であり、白鳥町歩岐島（旧・北濃村大字歩岐島）が校区であった。1981年に白鳥町が町内の分校（牛道小学校阿多岐分校・牛道小学校六ノ里分校・北濃小学校第一分校・北濃小学校干田野分校）[注釈 2]を廃止することが議決され、1982年廃校。

## 沿革
- 1873年（明治6年） - 歩岐島村に鮎走学校[注釈 3]の支校の歩岐島学校が開校。悲願寺[注釈 4]を仮校舎とする。
- 1886年（明治19年） - 独立し、歩岐島簡易科小学校が開校する。
- 1893年（明治26年） - 歩岐島尋常小学校に改称する。校区は歩岐島村、前谷村、長滝村。
- 1894年（明治27年） - 前谷村に歩岐島尋常小学校前谷分校[注釈 5]を設置。
- 1897年（明治30年）4月1日 - 前谷村、歩岐島村、長滝村、二日町村、向小駄良村が合併し、北濃村となる。
- 1899年（明治32年） - 長滝地区が歩岐島尋常小学校校区から二日町尋常小学校校区に変更される。
- 1908年（明治41年） - 統合により、北濃尋常小学校第一分教場に改称する。
- 1915年（大正4年） - 校舎を新築する。
- 1941年（昭和16年）4月1日 - 北濃国民学校第一分教場に改称する。
- 1947年（昭和22年）4月1日 - 北濃村立北濃小学校第一分校に改称する。
- 1955年（昭和30年）
  - 2月 - 校舎が全焼する。
  - 7月 - 校舎を再建する。
- 1981年（昭和56年）12月 - 廃校が決定する。
- 1982年（昭和57年）3月 - 廃校。